# Marko Kolar
Marko Kolar (* 31. Mai 1995 in Zabok, Gespanschaft Krapina-Zagorje) ist ein kroatischer Fußballspieler, der auf der Position des Stürmers spielt.

## Verein
Marko Kolar durchlief die Jugendmannschaften des kroatischen Rekordmeisters Dinamo Zagreb. Im Januar 2013 wechselte Kolar aus der U-19 des Vereins in die erste Mannschaft, wo er allerdings nie zum Einsatz kam. In der Saison 2013/2014 war er an den Zweitligisten NK Sesvete verliehen, wo er regelmäßig spielte und in 21 Ligaspielen acht Tore erzielte. Zur Saison 2014/2015 wurde Kolar erneut verliehen, diesmal zum kroatischen Erstligisten Lokomotiva Zagreb. Nach einer erfolgreichen Saison verpflichtet Lokomotiva den Stürmer fest. Eine erneute Leihe folgte in der Saison 2016/2017 als Kolar nach drei Ligatoren in der Vorsaison zum Erstligisten Inter Zapresic ausgeliehen wurde. Nach seiner Rückkehr zu Lokomotiva Zagreb wechselte Kolar im Sommer 2017 ablösefrei zum polnischen Erstligisten Wisla Krakau. Von 2017 bis 2019 erzielte er dort sechs Tore in 22 Spielen. Am 17. Juni 2019 wurde bekannt, dass Kolar für eine Ablöse von 500.000 € zum niederländischen Erstligisten FC Emmen wechselt. Dort blieb er zwei Jahre und ging dann weiter zu Wisła Płock in die polnische Ekstraklasa.

## Nationalmannschaft
Der Stürmer bestritt von 2009 bis 2016 insgesamt 34 Spiele für diverse Jugendnationalmannschaften Kroatiens und erzielte dabei fünfzehn Treffer.